# Easy Peasy
Easy Peasy (anteriormente conocido como Ubuntu Eee) fue un sistema operativo para netbooks.
Easy Peasy fue un proyecto para crear una distribución Linux para netbooks, basada en Ubuntu. En Easy Peasy se priorizaba la funcionalidad sobre la licencia con la que es ofrecido un programa (p. ej.: Skype en vez de Ekiga).

## Características principales
- Utiliza como base la última versión de Ubuntu[2]
- Está optimizado para soportar la mayoría de netbooks[3]
- Instala algunas aplicaciones y codecs propietarios que no vienen con Ubuntu por defecto, como Adobe Flash y soporte para MP3.
- Favorece el uso de aplicaciones de software cerrado cuando la funcionalidad que ofrecen es mejor.
- Trata de ofrecer funcionalidades propias de netbooks como Escritorio social y sincronización automática de archivos.[4]

## Historia
Jon Ramvi comenzó el proyecto de Ubuntu Eee en diciembre de 2007. En ese momento consistía solamente de algunos scripts que modificaban la instalación regular de Ubuntu en la Asus EeePC. En junio de 2008 se dejó de ser un script para convertirse en una distribución basada en Ubuntu 8.04 con soporte para EeePC out of the box. El 5 de septiembre de ese año salió la versión 8.04.1, que venía con un kernel más nuevo, una interfaz de usuario nueva y Adobe Flash 10.
En enero de 2009 se le cambió el nombre a Easy Peasy, y hasta el momento lo han descargado más de medio millón de veces desde el mirror principal. Easy Peasy también está disponible desde otros mirrors y como torrent, para ser bajado por BitTorrent (Lo cual implica que la cantidad de veces descargado es superior a la cifra dada anteriormente).
Easy Peasy salió como la segunda distribución de Linux más popular de la semana en DistroWatch a fines de abril de 2009.
El sitio Softpedia publicó el 6 de marzo de 2012 la versión Easy Peasy 2.0 Alfa, pero en la web no se encuentra información al respecto sobre dicha versión. Aunque en él se plantean las siguientes características que plantea esta versión:
- Nuevo sistema de arranque y obras de arte de arranque (Usa Plymouth)
- Los deportes de 1,6 eliminación completa del paquete hal, haciendo EasyPeasy más rápido y más rápido para arrancar a reanudar de suspensión.
- 25% más rápido de arranque
- Nueva interfaz
- Construido en la integración con Twitter, identi.ca, Facebook y otras redes sociales con el MeMenu en el panel.
- El paquete del mismo modo abierto, que proporciona autenticación de Active Directory y soporte de servidor para Linux, ha sido actualizado a la versión 5.4.
- Nueva predeterminado controlador de código abierto para el hardware de nVidia
- Mejorado el soporte para los controladores de gráficos nVidia de propiedad
- Todos los paquetes se actualizan[8]

### Marca registrada
El 10 de septiembre de 2008, Canonical envió un mensaje de correo electrónico a Jon Ramvi quejándose del uso de nombres de proyectos de Canonical, URLs, y uso infringido de logos de Canonical, marca registrada, en el nombre original de Ubuntu Eee. Como respuesta a los propietarios del proyecto se anunció que usarían un nuevo nombre "Ion", pero más tarde se descubrió que no se podía usar el nombre de ningún modo, porque es una marca sin registrar.[cita requerida] Se escogió el nombre Easy Peasy y el 5 de enero de 2009 se publicó la versión 1.0